# Cour suprême du Chili
Pour les articles homonymes, voir Cour suprême.

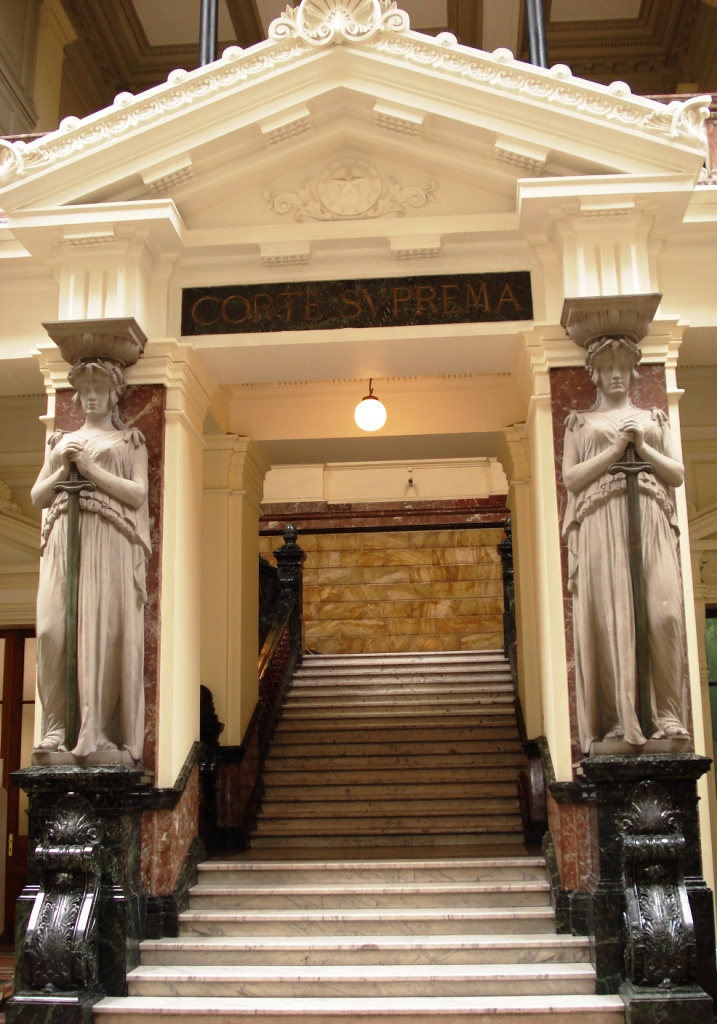
Palais de justice.

La Cour suprême du Chili est la plus haute institution du pouvoir judiciaire chilien. Fondée en 1823, la Cour suprême est située au Palais des Tribunaux de justice à Santiago du Chili.

### Sources
- (es) Cet article est partiellement ou en totalité issu de l’article de Wikipédia en espagnol intitulé « Corte Suprema de Chile » (voir la liste des auteurs).